# جون أونيل (سياسي)
جون أونيل (بالإنجليزية: John O’Neill)‏ هو محامي وسياسي أمريكي، ولد في 17 ديسمبر 1822 في فيلادلفيا في الولايات المتحدة، وتوفي في 25 مايو 1905 في زانيسفيل في الولايات المتحدة. حزبياً، نشط في الحزب الديمقراطي. وقد انتخب عضو مجلس النواب الأمريكي.